# Romualds Kalsons
 Der er for få eller ingen kildehenvisninger i denne artikel, hvilket er et problem. Du kan hjælpe ved at angive troværdige kilder til de påstande, som fremføres i artiklen.

Romualds Kalsons (7. september 1936 i Riga, død 15. november 2024) var en lettisk komponist, dirigent, pianist, lærer og lydtekniker.
Kalsons studerede direktion og komposition på Letisk Stats Musikkonservatorium hos bl.a. Adolfs Skulte.
Kalsons var lærer i komposition på Letisk Musik Akademi, og lydteknikker på lettisk tv og radio.
Han skrev syv symfonier, orkesterværker, opera, kammermusik, kormusik, sange etc.

## Udvalgte værker
- Symfoni nr. 1 (1965) - for orkester
- Symfoni nr. 2 "I klassisk stil" (1968) - for orkester
- Symfoni nr. 3 (1972) - for orkester
- Symfoni nr. 4 "Nye drømme fra gamle fortællinger" (1974) - for fortæller og orkester
- Symfoni nr. 5 (2007) - for orkester
- Kammersymfoni nr. 1 (1981) - for kammerorkester
- Kammersymfoni nr. 2 "Finsk Symfoni" (1988) - for kammerorkester
- "Symfoni Koncertante" (1988) - for basbaryton og orkester